# Puffinus
Puffinus é um género de aves da família Procelariidae, que inclui as espécies conhecidas pelos nomes comuns de pardelas, bobos e também o frulho, espécie comum nos Açores.

## Espécies
O género inclui as seguintes espécies: 
- Puffinus assimilis — pardela-pequena
- Puffinus baroli — frulho
- Puffinus gravis — pardela-de-bico-preto
- Puffinus griseus — pardela-preta
- Puffinus lherminieri  — pardela de asa larga
- Puffinus mauretanicus — pardela do Mediterrâneo
- Puffinus puffinus — bobo pequeno
- Puffinus tenuirostris — bobo de cauda curta
- Puffinus nativitatis - bobo das Christmas - pardela das Christmas
- Puffinus pacificus - bobo Rabo de Cunha
- Puffinus bulleri - bobo de dorso cinza
- Puffinus yelkouan - bobo mediterrâneo
- Puffinus opisthomelas - bobo de ventre preto
- Puffinus auricularis - bobo de Townsend
- Puffinus newelli -
- Puffinus gavia - bobo agitado
- Puffinus huttoni  - bobo de Hutton
- Puffinus persicus
- Puffinus bailloni -
- Puffinus subalaris -
- Puffinus bannermani
- Puffinus heinrothi - bobo de Heinroth
- Puffinus creatopus - bobo de pernas rosadas
- Puffinus carneipes - bobo de pernas claras